# Allium montibaicalense
Allium montibaicalense är en amaryllisväxtart som beskrevs av Nikolai Walterowich Friesen. Allium montibaicalense ingår i släktet lökar, och familjen amaryllisväxter. Inga underarter finns listade i Catalogue of Life.